# Levy Mwanawasa
Levy Patrick Mwanawasa (3. září 1948 Mufulira – 19. srpna 2008) byl zambijský politik a advokát, v letech 2002–2008 třetí prezident Zambie.

## Osobní život
Narodil se jako druhé z deseti dětí v rodině etnika Lenje. Po studiích na střední škole Chiwala ve Ndole vystudoval právnickou fakultu na Zambijské univerzitě v Lusace. Po promoci v roce 1973 byl zaměstnán v advokátní firmě, o pět let později si však založil vlastní právnickou společnost. Roku 1982 se stal místopředsedou Právnické asociace Zambie a v letech 1985–1986 působil jako generální prokurátor.
Po uvolnění politického života v Zambii na počátku 90. let vstoupil do Movement for Multiparty Democracy (MMD), Hnutí za pluralitní demokracii, vedeného Frederickem Chilubou. V říjnových volbách roku 1991 získal křeslo v Národním shromáždění. Volby byly pro MMD úspěšné, Chiluba se stal prezidentem a Mwanawasu v prosinci 1991 jmenoval svým viceprezidentem. Současně Mwanawasa zastával i post předsedy Národního shromáždění.
Dne 8. prosince 1991 byl Mwanawasa zraněn při těžké dopravní nehodě, při které zemřel jeho asistent. Hospitalizován byl v jihoafrickém Johannesburgu.
Po návratu z léčení do viceprezidentského úřadu cítil Mwanawasa svoji pozici vedle Chiluby, který značně koncentroval moc do svých rukou, jako bezobsažnou. V červenci 1994 opustil své politické funkce a obvinil vedení země z nezodpovědné vlády a chamtivosti.
V roce 1996 neúspěšně kandidoval na post předsedy Chilubova Hnutí za pluralitní demokracii, načež vrcholnou politiku dočasně opustil. V následujících letech se věnoval především své právnické praxi a bylo překvapením, když se na konci roku 2001 stal prezidentským kandidátem vládní strany MMD. V prosinci 2001 pak těsně zvítězil ve volbách a stal se třetím zambijským prezidentem, úřadu se ujal 2. ledna 2002.
Mwanawasova pozice byla zpočátku složitá. Leželo na něm dědictví předchozí značně zdiskreditované vlády MMD a byl vnímán jako Chilubova loutka, a to jednak kvůli chatrnému zdraví, kterým trpěl od autonehody, a jednak proto, že Chiluba stále zastával vlivný post předsedy vládní strany.

## Prezident
Jako nový prezident si však rychle získal autoritu ráznými kroky a protikorupční kampaní, kterou neváhal zaměřit i do vlastní strany. Z úřadu muselo odejít několik vysokých vládních úředníků, Chiluba opustil vedení MMD a později byl zbaven imunity a obviněn z korupce. V lednu 2005 se Mwanawasa omluvil celému národu, že se mu nepodařilo potřít všudypřítomnou chudobu (asi 75% obyvatelstva žije za méně než 1 USD na den, což OSN považuje za hranici absolutní chudoby.
Znovu kandidoval v prezidentských volbách 28. září 2006. Svůj post obhájil hlavně díky přízni venkovských voličů, ve městech jej předstihl jeho oponent Michael Sata.
V širokých vrstvách byl vnímán jako čestný a skromný člověk. V 53 letech se oženil se svojí právnickou kolegyní, se kterou již měl pět dětí. Mimo to měl dva potomky z prvního manželství.

## Vyznamenání
- velmistr Řádu zambijského orla

- velkokomtur Řádu republiky – Gambie, 2008